# Pteris hillebrandii
Pteris hillebrandii är en kantbräkenväxtart som beskrevs av Edwin Bingham Copeland. Pteris hillebrandii ingår i släktet Pteris och familjen Pteridaceae. Inga underarter finns listade.

## Bildgalleri

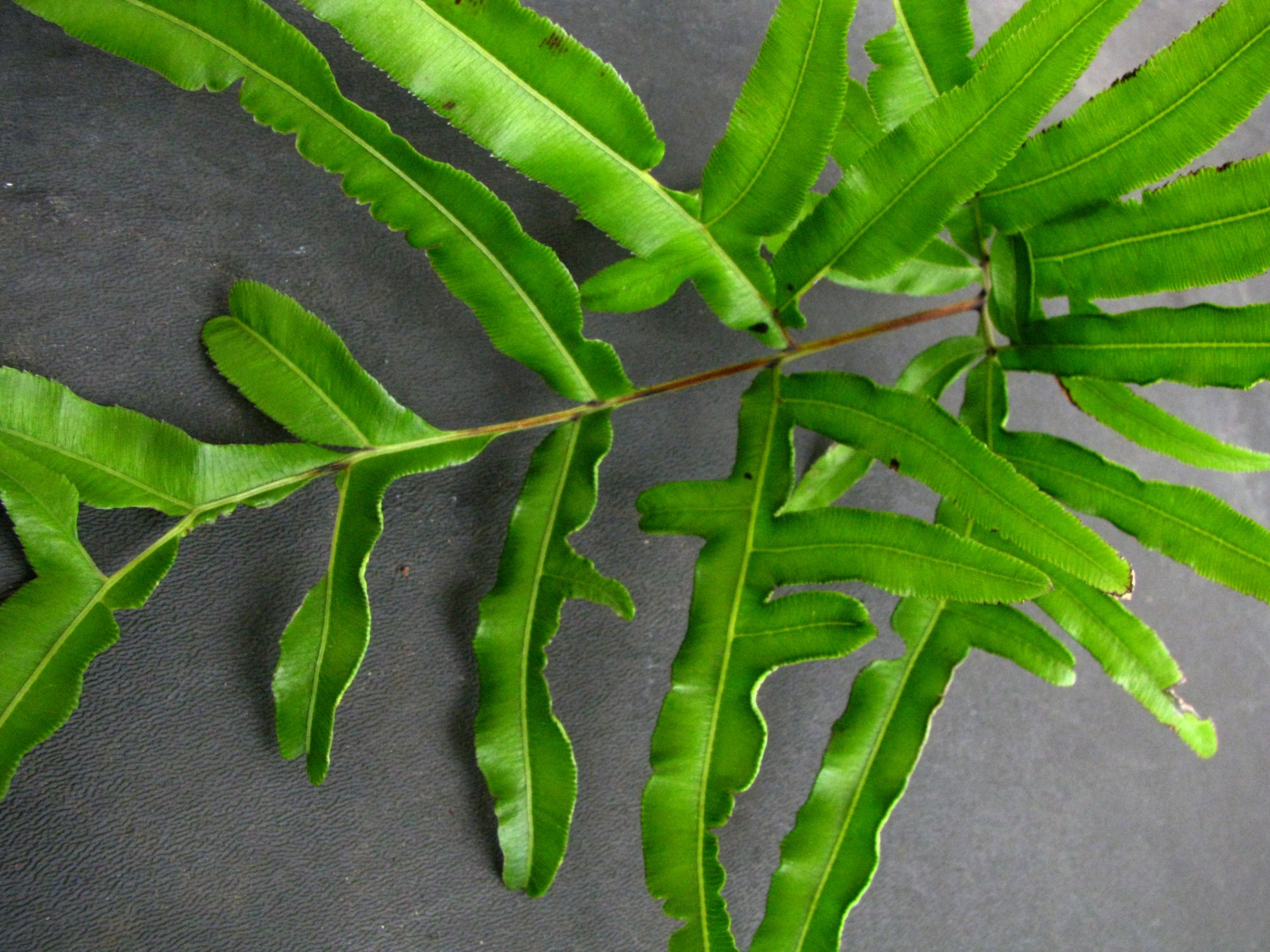
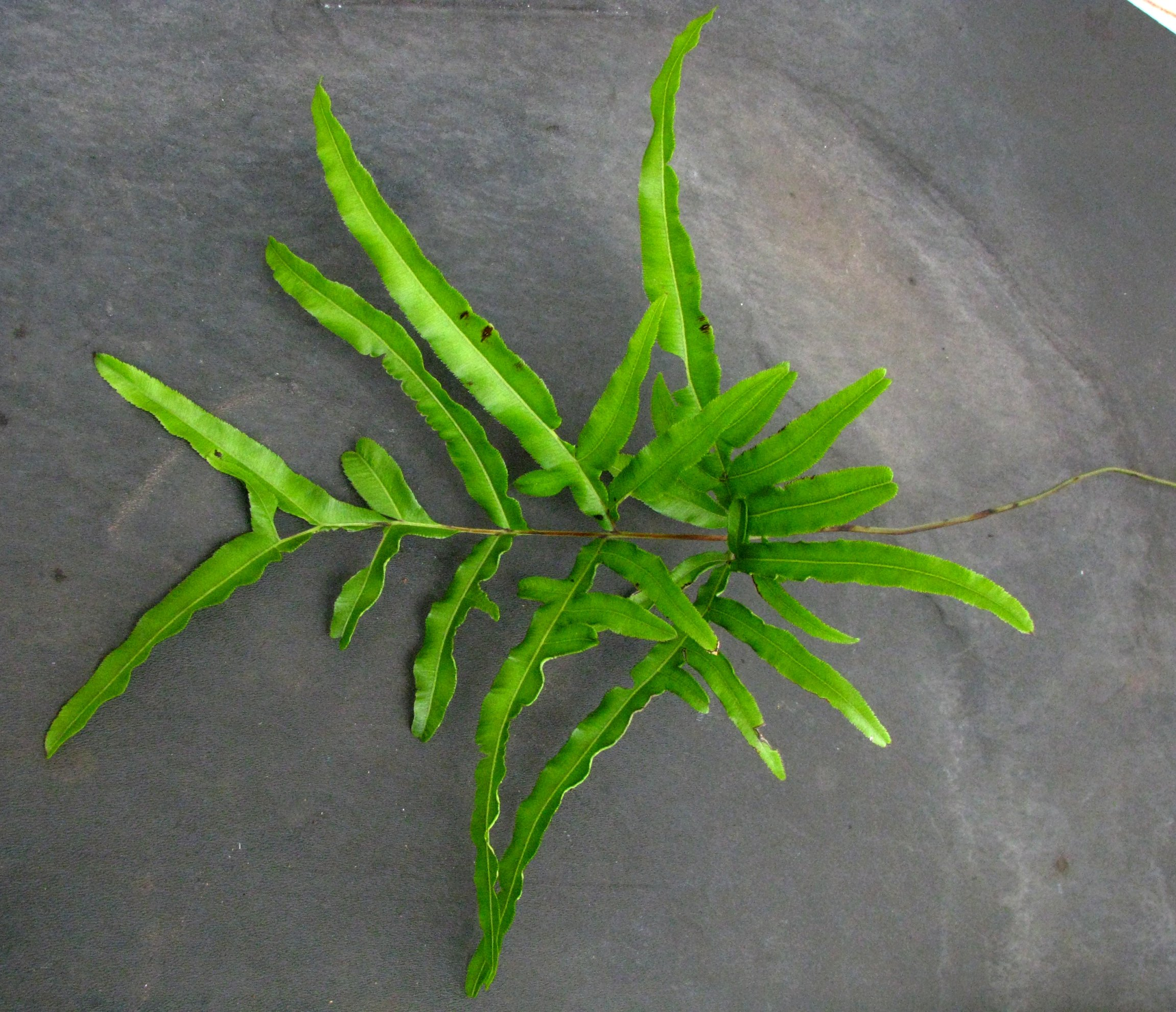
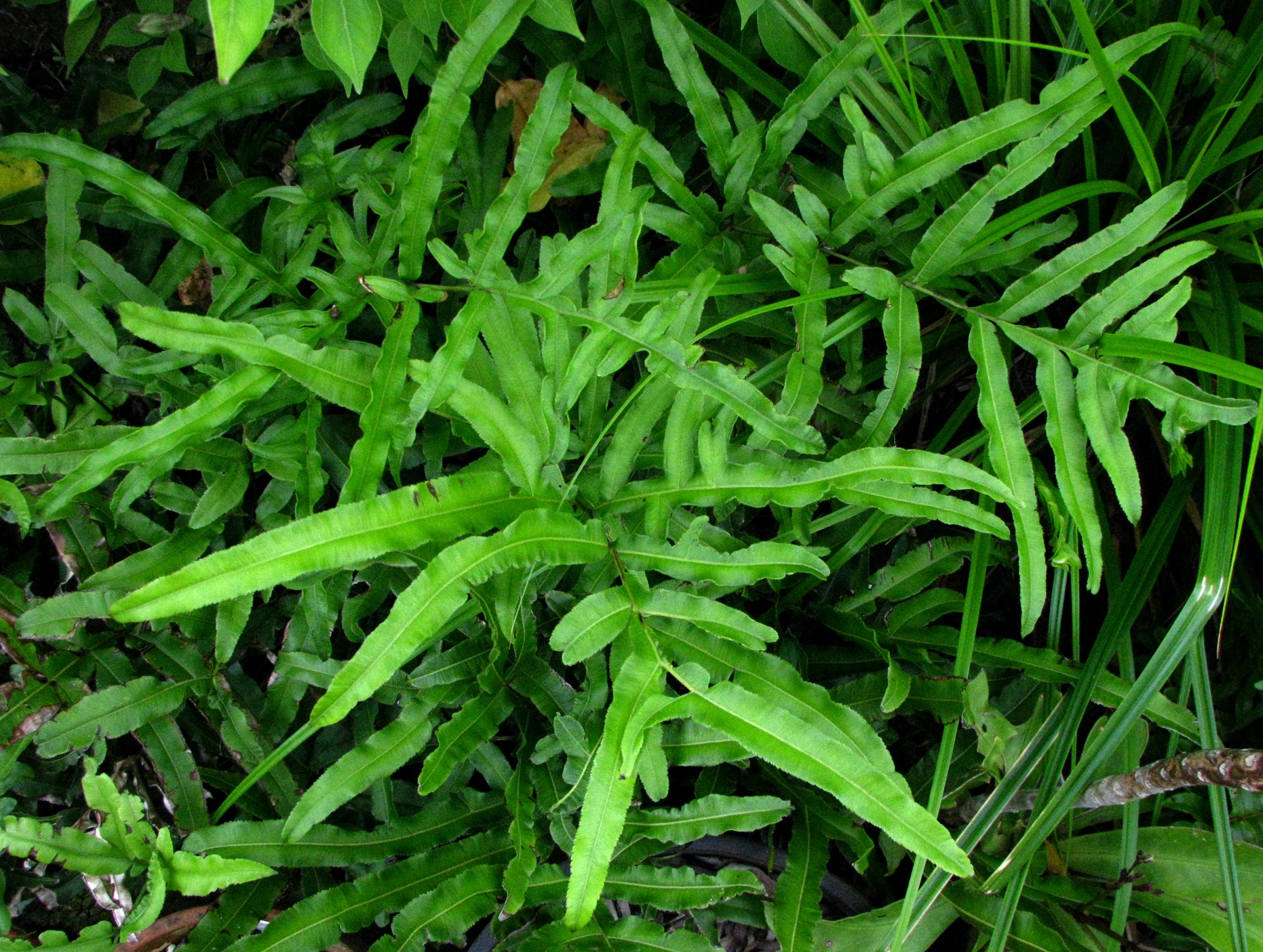
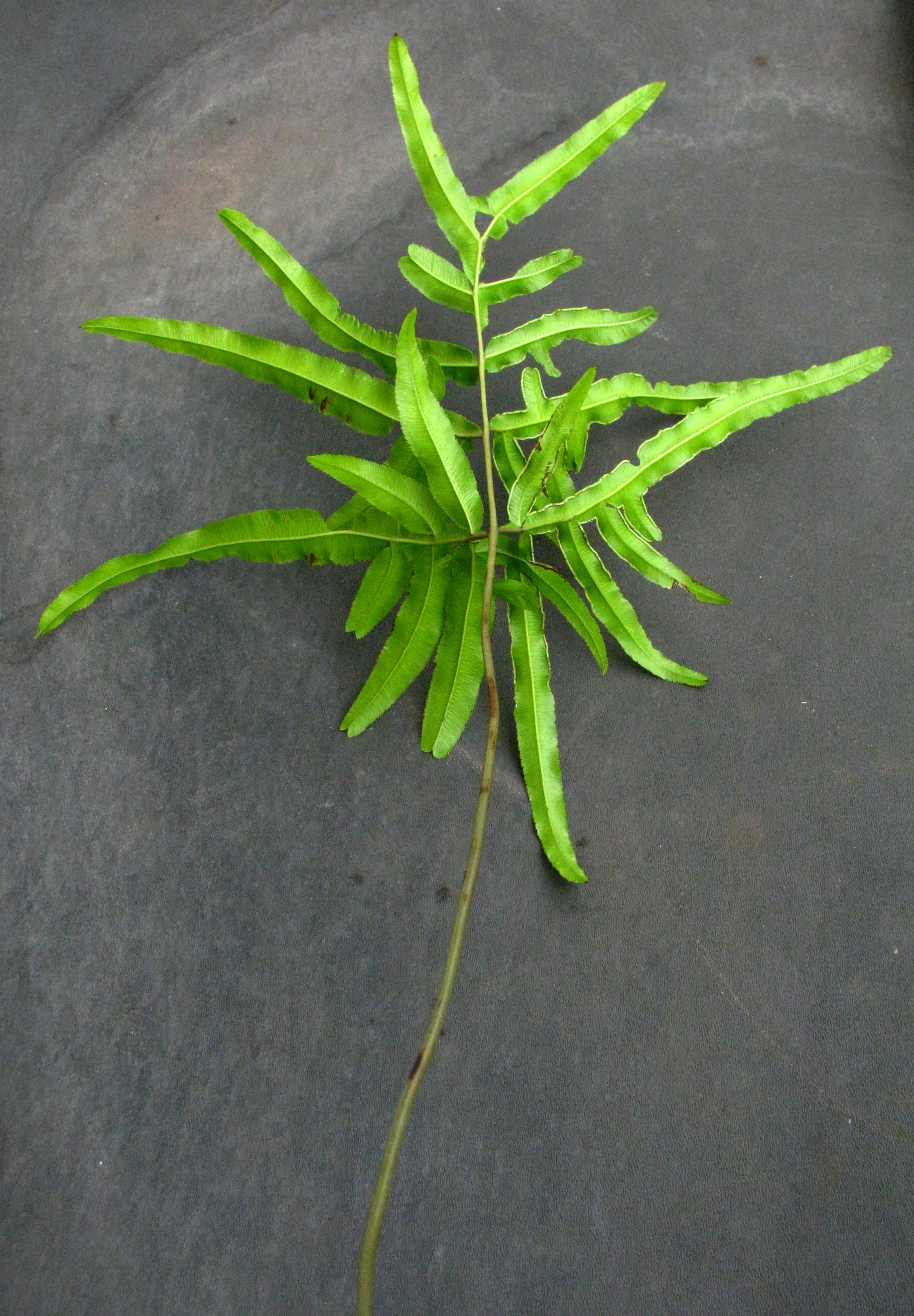
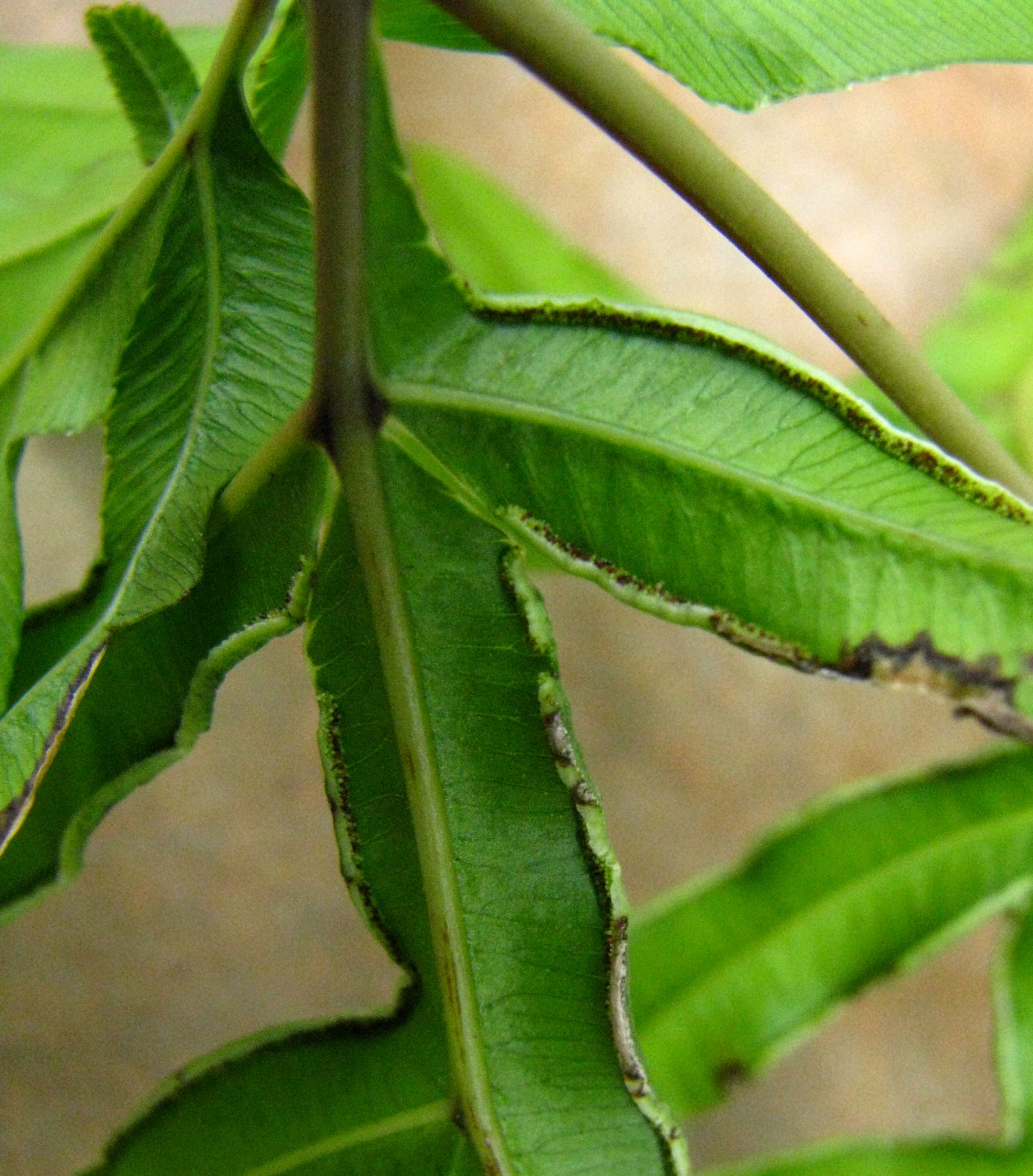
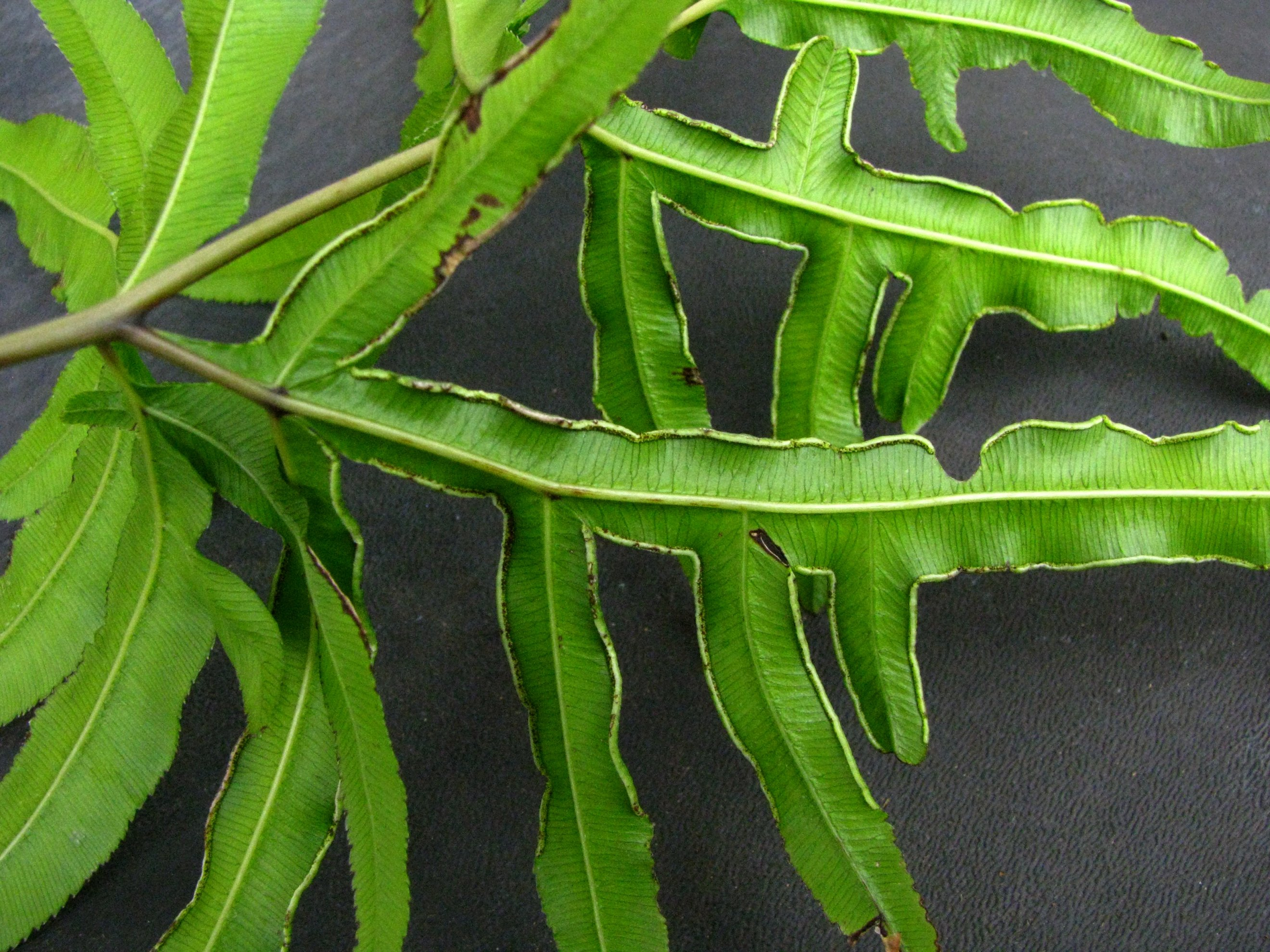